# Една Сент-Вінсент Міллей

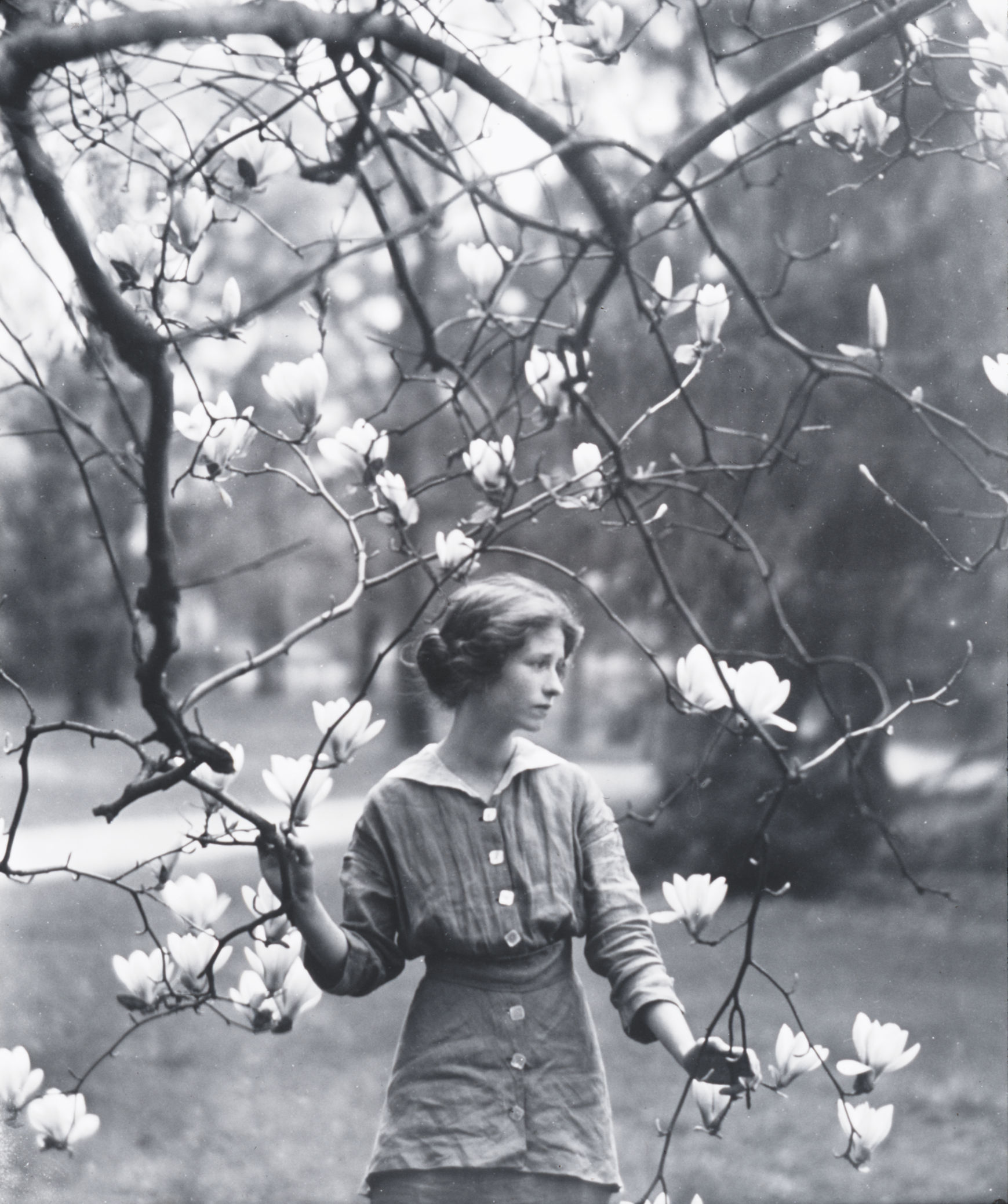
Една Міллей, 1914.

Една Сент-Вінсент Міллей (англ. Edna St. Vincent Millay; 22 лютого 1892, Рокленд, штат Мен — 19 жовтня 1950, Остерліц, штат Нью-Йорк), відома під псевднонімом Ненсі Бойд (англ. Nancy Boyd) — американська феміністська поетеса, драматургиня та лібретистка, перша жінка, яка отримала Пулітцерівську премію за поезію, одна з найвідоміших поетес США XX століття. Удостоєна місця на Поверсі спадщини Джуді Чикаго.

## Життєпис
Народилася в сім'ї медсестри і вчителя, росла без батька, мати багато їздила з дочками з міста в місто в пошуках роботи, вчила їх незалежності і любові до літератури.
Літературні таланти Едни (або, як вона воліла себе називати в дитинстві, «Вінсент») розкрилися в коледжі в Кемдені, штат Мен, вона почала друкуватися з 15 років. У 1912 році вірш Міллей «Renascence» зайняв четверте місце на конкурсі «Вірш року в США», що викликало скандал, адже всі вважали його вартим першого місця; переможець визнав, що отримує приз з невдоволенням, а володар другого місця віддав свою нагороду Міллей. Після цієї історії Міллей стала знаменитістю, а мецентка Керолайн Доу оплатила навчання поетки в коледжі Вассар. Закінчивши його в 1917 році, Міллей переїхала в Нью-Йорк.
У житті Едни Міллей, що не приховувала бісексуальності і прихильності до «вільного кохання» (знамениті останні рядки її сонета: «Мені це безумство чи не здається достатньою причиною, // Щоб поговорити з тобою, коли ми побачимося знову»), був ряд романів, що мали на неї великий вплив: це стосунки з критиком Едмундом Вілсоном і поетом Джорджем Діллоном, з яким вона переклала «Квіти зла» Бодлера. З 1923 року була одружена з голландцем Ейгеном Бойсевейном, який надавав їй значну підтримку в житті.
Една Міллей померла у 1950 році, у віці 58 років, упавши зі сходів у власному будинку.

## Кар'єра
У Нью-Йорку Една Міллей жила в Гринвіч-Вілледж і вела вільне богемне життя. Слава її росла.
У 1923 році збірка Міллей «Harp-Weaver and other poems» отримала Пулітцерівську премію — вперше цієї нагороди за поезію була удостоєна жінка.
Міллей — майстриня сонету, балади, в формі орієнтувалася на класичні традиції; відзвуки злоби дня (місце жінки в суспільстві, наприклад) також знаходили відображення в її творчості.
На репутації Міллей негативно позначилися патріотичні вірші, написані в роки Другої світової війни; критикиня «Лос-Анджелес Таймс» Мерл Рубін зазначила, що, «здавалося, вона викликала більше нападок американських критиків своїми віршами в підтримку демократії, ніж Езра Паунд віршами на захист фашизму». Проте в 1943 році, під час війни, Міллей отримала медаль Роберта Фроста за видатний внесок у поезію.

### Публікації

#### Знані поезії
- «Renascence» (1912)
- «First Fig» (1920)
- «I, Being Born a Woman and Distressed»
- «Euclid Alone Has Looked on Beauty Bare» (1922)
- «The Ballad of the Harp-Weaver»
- «The Penitent»
- «Dirge without Music»

#### Збірки віршів
- Edna St. Vincent Millay (1917). Renascence: and other poems. Harper & brothers. Архів оригіналу за 7 квітня 2022. Процитовано 9 травня 2019. (заголовний вірш вперше надрукований з підписом E. Vincent Millay в The Lyric Year, 1912; збірка включає God's World), M. Kennerley, 1917. передрук, Books for Libraries Press, 1972.
- A Few Figs From Thistles: Poems and Four Sonnets, F. Shay, 1920, 2ге [розширене] Edna St. Vincent Millay (1921). A Few Figs from Thistles: Poems and Sonnets. F. Shay. Архів оригіналу за 5 липня 2014. Процитовано 9 травня 2019.
- Edna St. Vincent Millay (1921). Second April. Harper & Brothers. Архів оригіналу за 5 липня 2014. Процитовано 9 травня 2019. (вірші; включно з Spring, Ode to Silence, та The Beanstalk); передрук, Harper, 1935.
- The Ballad of the Harp-Weaver, F. Shay, 1922, в передруці The Harp-Weaver, в The Harp-Weaver, and Other Poems (включає The Concert, Euclid Alone has Looked on Beauty Bare, та Sonnets from an Ungrafted Tree), Harper, 1923.
- Poems, M. Secker, 1923.
- (Під псефдонімом Ненсі Бойд) Distressing Dialogues, передмова Edna St. Vincent Millay, Harper, 1924.
- The Buck in the Snow, and Other Poems, Harper, 1928 (включає The Buck in the Snow та On Hearing a Symphony of Beethoven).
- Fatal Interview (сонети), Harper, 1931.
- Wine from These Grapes (вірші; включає Epitaph for the Race of Man та In the Grave No Flower), Harper, 1934.
- (Перекладачка з George Dillon, авторка передмови) Шарль Бодлер, Квіти Зла (Flowers of Evil), Harper, 1936.
- Conversation at Midnight (епічна поема), Harper, 1937.
- Huntsman, What Quarry? (вірші), Harper, 1939.
- There Are No Islands, Any More: Lines Written in Passion and in Deep Concern for England, France, and My Own Country, Harper, 1940.
- Make Bright the Arrows: 1940 Notebook (вірші), Harper, 1940.
- Collected Sonnets of Edna St. Vincent Millay, Harper & Brothers, 1941.
- The Murder of Lidice (poem), Harper, 1942.
- Second April [and] The Buck in the Snow, передмова William Rose Benét, Harper, 1950.
- Mine the Harvest, A Collection of New Poems, в редакції сестри, Норми Міллей, посмертно опубліковано у Harper & Brothers, 1954 (ця збірка включає твори, над якими Міллей працювала перед смертю).
- Love is Not All, Engeler Urs Editor, 2008.

#### П'єси
- (також режисерка) Aria da capo (одноактна віршована п'єса; вперше ставилась у Гринвіч-Вілледж 5 грудня 1919), M. Kennerley, 1921.
- The Lamp and the Bell (п'єса на п'ять актів, перша постановка 18 червня 1921), F. Shay, 1921.
- Two Slatterns and a King: A Moral Interlude (п'єса), Stewart Kidd, 1921.
- Three Plays (містить Two Slatterns and a King, Aria da capo, та The Lamp and the Bell), Harper, 1926.
- (Авторка лібрето) The King's Henchman (триактна п'єса; fвперше ставилась у Нью-Йорку 17 лютого 1927), Harper, 1927.
- The Princess Marries the Page (one-act play), Harper, 1932.

Українські переклади
Кикоть В. М. Американська поезія у перекладах Валерія Кикотя. Київ: Видавничий дім «Кондор», 2020. 180 с. [Укр., англ. мови]. ISBN 978-617-7939-17-6.